# 홍남표 (정치인)
홍남표(洪南杓, 1960년 7월 10일~)는 대한민국의 정치인이다. 제24대(민선 8기) 경상남도 창원시장이다.

## 학력
- 함안우거국민학교(졸업)
- 법수중학교(졸업)
- 마산고등학교(졸업)
- 서울대학교(건축학 학사)
- 서울대학교 대학원(건축학  석사·박사)

## 경력
- 1982.12: 제18회 기술고시 합격
- 2000.12~2003.03: 과학기술부장관 비서관
- 2003.03~2004.05: 과학기술부 기획예산담당관, 부이사관
- 2004.05~2005.07: 대통령비서실 정보과학보좌관실 행정관
- 2005.09~2006.08: 과학기술부 홍보관리관
- 2006.08~2007.02: 과학기술부 재정기획관
- 2007.02~2008.02: 국방대학교 안보과정 파견
- 2008.03~2009.01: 교육과학기술부 인재정책분석관
- 2009.01~2010.03: 교육과학기술부 대변인
- 2010.03~2011.02: 교육과학기술부 원자력국장
- 2011.02~2011.03: 교육과학기술부 원자력 안전국장
- 2011.04~2013.06: 교육과학기술부 부산대학교 사무국장
- 2013.06~2015.11: 미래창조과학부 감사관
- 2015.11~2016.10: 대통령소속 국가지식재산위원회 지식재산전략기획단 단장
- 2016.10~2017.07: 미래창조과학부 과학기술전략본부 본부장
- 2017.07~2017.08: 과학기술정보통신부
- 2017.11~2018.09: 서울대학교 대학원 객원교수
- 2018.06~2021.05: 제4대 한국연구재단 사무총장
- 2018.09~2021.09: 대구디지털산업진흥원 이사
- 2020.06: 한국특허전략개발원 이사
- 2021.09: 성균관대학교 대학원 초빙교수
- 윤석열 대통령 후보 조직통합본부 창원시 선대위원장
- 20대 대선 경남선대위 원전기업 살리기 특별위원장
- 대통령인수위원회 국민통합위원회 자문위원
- 2022.07~2025.04: 제4대 경상남도 창원시 시장
- 창원시청 축구단 구단주
- 창원문화재단 이사장
- 2022.07~2024.06: 대한민국특례시시장협의회 공동회장
- 2024.07~2025.04: 대한민국특례시시장협의회 감사 겸 공동회장

## 역대 선거 결과
| 실시년도 | 선거      | 대수 | 직책 | 선거구      | 정당     | 득표수    | 득표율          | 순위 | 당락 | 비고           |
| -------- | --------- | ---- | ---- | ----------- | -------- | --------- | --------------- | ---- | ---- | -------------- |
| 2022년   | 지방 선거 | 24대 | 시장 | 경남 창원시 | 국민의힘 | 264,661표 | \| \| 59.54% \| | 1위  |      | 초선, 민선 8기 |
|          | 59.54%    |      |      |             |          |           |                 |      |      |                |